# Хрістофер Баварський
Хрі́стофер (дан. Christoffer af Bayern, норв. Kristoffer av Bayern, швед. Kristofer av Bayern, 26 лютого 1416 — 5 січня 1448, Гельсінгборг) — король Данії з 1440 року (як Хрістофер III), Норвегії з1442 року (як Хрістофер I), Швеції з 1440 року (як Хрістофер I). Походив з родини Віттельсбахів.

## Життєпис
Народився в Ноймаркті в родині Іогана Вітельсбаха, пфальцграфа Ноймарктського, і Катерини Грифін. Онук короля Рупрехта Пфальцького. Завдяки своїй матері, що була сестрою короля Кальмарської унії Еріка, Хрістофер мав родини зв'язки у Скандинавії й можливість стати спадкоємцем престолу в Данії, Норвегії та Швеції.
Такий шанс з'явився після початку повстання проти короля Еріка — спочатку у Швеції, а потім у Данії та Норвегії. 1439 року Ерік Померанський зрікся влади в Данії та Швеції. Незабаром відбулися збори данських станів, де було вирішено запросити на трон Хрістофера Баварського. Проте перед тим як стати королем, той вимушений був підписати Виборну декларацію, що зменшувала владу короля й розширювала повноваження державної ради й аристократії. 4 квітня 1440 року відбулася коронація в Копенгагені.
Водночас у Швеції оголошено про визнання королем Швеції Хрістофера Баварського. Однак йому знадобився деякий час, щоб офіційно затвердитися як королю. 13 вересня 1441 року відбулася коронація Хрістофера як шведського короля.
Він продовжував політику відновлення Кальмарської унії, яку зруйнував Ерік Померанський. Для цього Хрістофер намагався стати також королем Норвегії. 1442 року це йому також удалося: Хрістофер Баварський став королем усіх трьох країн.
Водночас він стикнувся зі значними проблемами всередині Данії. На острові Фюн і в Ютландії спалахнули повстання селян проти засилля шляхти й аристократії. 1441 року відбулися запеклі бої між армією селян і військами шляхти. На першому етапі успіх був за селянами. Зважаючи на небезпеку для авторитету королівської влади, король Хрістофер спрямував на придушення цього повстання королівську армію, яка розбила сили ютландських селян. Після цього були ліквідовані селянські вільності й відбулося закріпачення селян.
2 ливня 1442 р. в Осло відбулася коронація Хрістофера як короля Норвегії.
1 січня 1443 р. в Кафедральному соборі в Рібе Хрістофера короновано як короля Данії, Швеції та Норвегії.
За правління Хрістофера набуло сили онімечення шведських портових міст, що викликало збурення всередині країни. Разом з тим Хрістофер намагався продовжувати політику Маргарити I стосовно перетворення Данії, Норвегії та Швеції на єдину державу. Це не могло не викликати спротиву, особливо у шведських аристократів. У той самий час Хрістофер Баварський намагався знайти баланс владних стосунків та повноважень між королем і станами всіх трьох країн.
Ще однією проблемою, розв'язання якої потребувало негайних дій, було піратство на Балтиці під орудою колишнього короля Еріка Померанського, що отаборився на острові Готланд.
У розпал усіх цих подій Хрістофер Баварський раптово помер 5 січня 1448 року в Гельсінгборзі (Швеція).

## Родина
Дружина — Доротея (1430—1495), дочка Йоганна Гогенцоллерна, маркграфа Бранденбург-Кульмбаського.
Діти: не було